# Selenotoca multifasciata
Selenotoca multifasciata is een straalvinnige vissensoort uit de familie van argusvissen (Scatophagidae). De wetenschappelijke naam van de soort is voor het eerst geldig gepubliceerd in 1846 door Richardson.